# A Quiet Place: The Road Ahead
A Quiet Place: The Road Ahead è un videogioco survival horror sviluppato da Stormind Games e pubblicato da Saber Interactive per PlayStation 5, Xbox Series X/S e Microsoft Windows il 17 ottobre 2024. Il gioco è basato sulla serie di film A Quiet Place e racconta una storia totalmente originale.

## Trama
La protagonista del videogioco è Alex, una ragazza sopravvissuta all'invasione delle creature sulla Terra e pronta ad affrontare il mondo post-apocalittico nel quale si trova a vivere.

## Modalità di gioco
A Quiet Place: The Road Ahead è un gioco single-player con un gameplay incentrato sulle meccaniche stealth e sul genere del survival horror. Il giocatore impersona Alex, la protagonista di The Road Ahead, con una visuale in prima persona. Il gioco è ambientato in un mondo post-apocalittico, lo stesso dell'universo cinematografico, da esplorare con estremo silenzio, per evitare di essere scoperti dalle creature cieche che si sono impossessate della Terra e dotate di un udito potenziato. Alex avrà a sua disposizione una serie di strumenti utili da poter usare durante il gioco, incluso un fonometro che informa il giocatore del rumore ambientale circostante, ma anche di alcuni inalatori per combattere l'asma della ragazza.

## Sviluppo
A Quiet Place: The Road Ahead era stato annunciato in precedenza nell'ottobre del 2021 con il solo titolo di A Quiet Place - The Game. Lo sviluppo era stato affidato a iLLOGIKA ed EP1T0ME Studios Inc., in collaborazione con Paramount Pictures. Il progetto, pubblicato da Saber Interactive, è stato poi annullato; successivamente, nel giugno 2024 è stato annunciato un nuovo progetto, con un nuovo trailer, con il titolo di A Quiet Place: The Road Ahead e con Stormind Games come sviluppatore del gioco.